# سیارک ۱۴۴۰۰
سیارک ۱۴۴۰۰ (به انگلیسی: 14400 Baudot، نامگذاری:1990WO4) چهارده هزار و چهارصدمین سیارک کشف شده‌است که در ۱۶ نوامبر ۱۹۹۰ کشف شد.
قدر مطلق سیارک برابر ۱۴٫۵۰ است.